# YK型
YK型（わいけいけい）は、吉田照美と小島嵩弘からなるユニット。
2004年はじめに、当時文化放送の社屋があった四ツ谷にある日本そば屋で結成された。その後、2004年7月と11月にお笑いユニットとして出演したが、その一方で音楽活動も行っている。

## 現在の出演番組
- YK型のジッパーを下ろして (NRN)

## 過去の出演番組
- 太田英明のP!ck Up ★ STATION（文化放送など）

## CD
- シングル『卍固めでTurnTheNight』（2006年7月19日、セントラルミュージック）－オリコン週間インディーズチャート16位
- ミニアルバム『サイケデリック・スキャンダル』（2009年12月16日、セントラルミュージック）